# Boško Abramović
Boško Abramović (serbisch-kyrillisch Бошко Абрамовић; * 14. Februar 1951 in Zrenjanin; † 19. Dezember 2021) war ein jugoslawischer bzw. serbischer Schachspieler.
Abramović war seit 1984 Großmeister. Von 1980 bis 1995 konnte er 15 bedeutende Turniere gewinnen, unter anderem in Lugano, Reykjavík, Belgrad und Berlin.
Abramović qualifizierte sich für das Interzonenturnier 1993 in Biel/Bienne, bei dem er mit 7,5 Punkten aus 13 Partien den 19. Platz erreichte.
Vereinsschach spielte Abramović in Jugoslawien für Agrouniverzal Zemun, mit denen er dreimal am European Club Cup teilnahm, und den ŠK Radonja Bojović Nikšić, den er zweimal beim European Club Cup vertrat. In der bosnischen Premijer Liga spielte er 2011 für den ŠK Obudovac.
Abramović gewann mit Jugoslawien die Balkaniaden 1981, 1983 und 1984. Seit 2011 war er Kapitän der serbischen Nationalmannschaft.